# 平山城 (下総国)
平山城（ひらやまじょう）は、千葉県千葉市緑区平山町にあった日本の城。

## 歴史
平山は、千葉氏と深い関係のあった地である。平常将が永承年中に平山寺を創建したという記録があり、一説にはこれが東光院の前身ではないかと言われている。また、常将は、平忠常の乱で戦死した者たちの冥福を祈るため、平山に4つの寺を創建したという言い伝えもある。東光院の裏山から平安時代の壺が発見されているなど、いずれにしても平山は古くから開けた土地であった。
平山城の造成時期は定かではないが、室町時代になると寺崎城主の千葉輔胤が馬加康胤父子を追討した後、一時期この城に居住した。
文明3年（1471年）に古河城を追われた足利成氏が「千葉」の千葉孝胤の下に逃れたとされている（『鎌倉大草紙』）が、この「千葉」を平山城のことを指すとする説がある。
「千学集抜粋」によれば、「康胤御子胤持、輔胤、孝胤、勝胤まで以上5世は平山に在しければ、平山よりご参詣在りて、妙見宮にて御元服也。（中略）屋形様千葉より平山へ御越し、又長崎へ移らせらる。孝胤（中略）平山に居り佐倉へ御上り也」とある。

## 構造
城郭内の配置や形状については、現在、土塁や空堀がところどころ分断されており、明確でない。突き出した台地中央に土塁と空堀があり、これが城域を概ね2つの区画に分けており、内側の区画には妙見社がある。
城より西南には、物見櫓が2箇所あり、見晴らしが良かったようである。また、千葉介の子どもが生まれた際に産湯を組んだ井戸があったと伝わる。
外側の区画は「志久」と呼ばれており、「宿」に通じるものがあることから、家臣団の居住区であったと見られる。

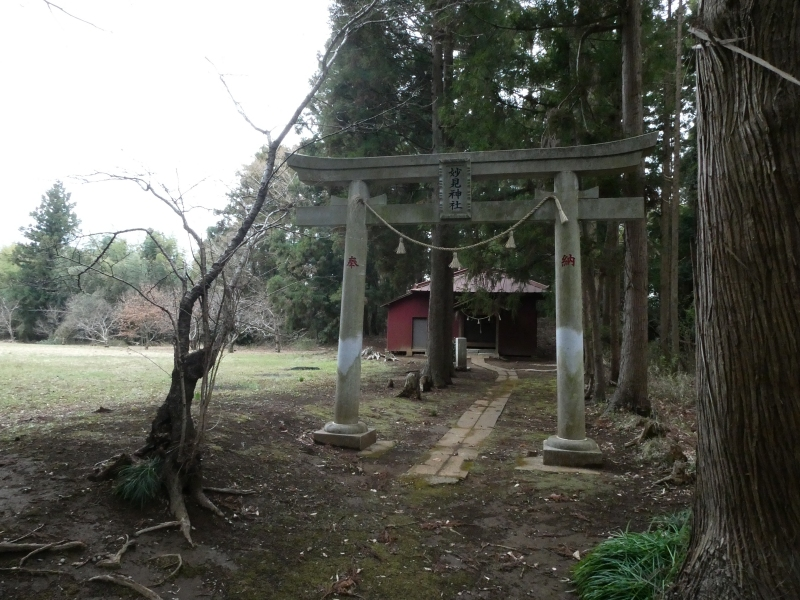
妙見神社
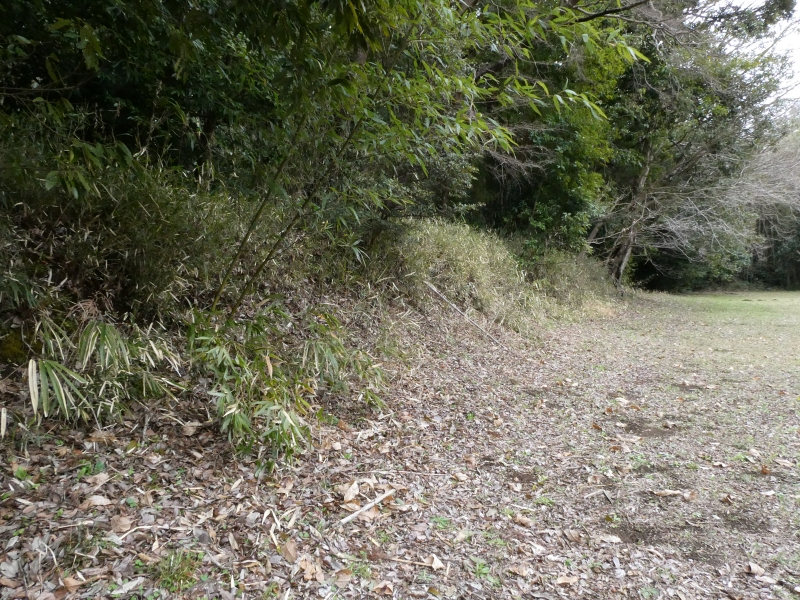
土塁
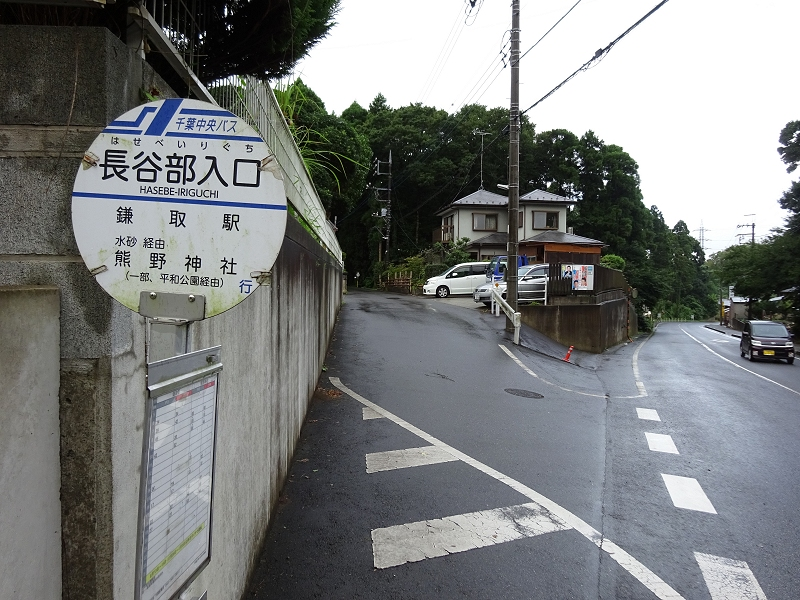
城跡への入口（定期バスはすでに廃止されている）

## アクセス
JR外房線鎌取駅より徒歩45分。